# Charlie Mitchell
Charlie Mitchell (Paisley, 18 maggio 1948) è un allenatore di calcio ed ex calciatore scozzese, di ruolo difensore.

## Biografia
Nativo della Scozia, restò a vivere a Tulsa, in Oklahoma, ove aprì un ristorante. Nel 2012 è stato inserito nel "Oklahoma Soccer Hall of Fame".

## Carriera

### Calciatore
Dopo aver giocato in patria con il St. Mirren, si trasferì dapprima in Canada ove giocò con il Sudbury Italia Flyers. 
Nel 1969 si trasferisce ai Rochester Lancers, franchigia dell'American Soccer League, diventandone capitano.
Nel 1970 con i Lancers passa a disputare la North American Soccer League, vincendo la NASL 1970, battendo in finale i Washington Darts. Mitchell giocò da titolare entrambi gli incontri delle finali. Con i Lancers partecipa alla CONCACAF Champions' Cup 1971, unica franchigia della NASL a partecipare alla massima competizione nordamericana per club: chiuse la coppa al quarto posto della fase finale del torneo.
Rimase nella rosa dei Lancers sino al 1975.
Nella stagione 1976 passa ai N.Y. Cosmos, con cui raggiunge i quarti di finale del torneo.
Nel campionato seguente passa ai Team Hawaii, divenendone il capitano. A stagione in corso sostituì alla guida della franchigia Hubert Vogelsinger, che lasciò l'incarico per problemi di salute. Con gli hawaiani non riuscì a superare la fase a gironi, ottenendo il quarto posto nella Southern Division della Pacific Conference.
Nella NASL 1978 è il primo giocatore professionista ufficialmente ingaggiato dai neonati Tulsa Roughnecks, con cui raggiunge gli ottavi di finale del torneo.
Anche nella stagione seguente raggiunge gli ottavi di finale del torneo, questa volta in forza ai Toronto Blizzard. Con i Blizzard chiuse la carriera agonistica in quell'anno.

### Allenatore
Ha la prima esperienza come allenatore alla guida del Cardinal Mooney HS, che allenò durante la sua militanza con i Rochester Lancers.
Dopo aver allenato i Team Hawaii, torna a guidare un club di NASL nel 1980, quando sedette sulla panchina dei Tulsa Roughnecks tra il 1980 ed il 1981.
Dal 1995 al 2005 allenò i NSU RiverHawks, fondando e guidando anche la rappresentativa femminile.
Nel 1997 ha fondato i Bixby Highlanders Football, dirigendo il settore giovanile.

## Palmarès
- Campionato NASL: 1

Rochester Lancers: 1970